# Araberfeindlichkeit
Der Ausdruck Araberfeindlichkeit (auch Antiarabismus oder Arabophobie) bezeichnet eine Haltung gegenüber Arabern, die von Vorurteilen oder Feindseligkeit geprägt ist. Antiarabismus wird häufig mit der Feindseligkeit gegenüber Muslimen verwechselt.

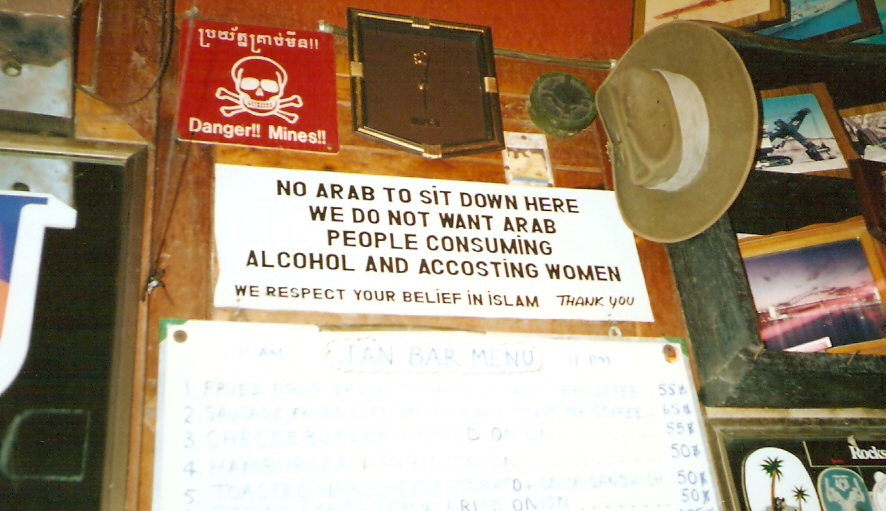
Antiarabischer Text auf Englisch in einer Bar in Pattaya, Thailand

## Typen des Antiarabismus

### Christlich geprägter Antiarabismus in Europa, Amerika und Australien
Ein markantes Datum des Antiarabismus in der westlichen Welt bildet die Synode von Clermont 1095, als Papst Urban II. zum Kreuzzug gegen die Sarazenen mobilisierte, indem er neben den Türken auch die Araber angriff. In Spanien wurde im 15. Jahrhundert das Königreich Granada als letzter muslimischer Staat in al-Andalus zum Ziel und 1492 erobert, nachdem es seit 1238 Kastilien gegenüber tributpflichtig gewesen war. Die Morisken, zum Christentum konvertierte Mauren (arabischsprachige Berber), wurden aufgrund des Dekrets von 1610 durch die spanische Inquisition von Spanien nach Nordafrika vertrieben. Das damals geprägte spanische Wort Moros ‚dunkelhäutig‘ (siehe „Mauren“) drückte die starke Abwertung der Araber aus.
1830–1962 war Algerien von Frankreich besetzt und wurde so Teil des französischen Staatsgebietes. Während dieser Zeit wurden die nicht-weißen Franzosen (darunter auch Afroamerikaner) durch den rassistischen Code de l’indigénat diskriminiert. Die Diskriminierung betraf Araber, Berber und andere Kolonialvölker in Afrika gleichermaßen. 1961 kam es zum Massaker von Paris, bei dem die französische Polizei laut Schätzungen mindestens 200 friedliche algerische Demonstranten erschoss. Die Massendemonstration wurde in den französischen Medien nahezu vollständig verschwiegen und erst mit weitem zeitlichen Abstand zum Gegenstand einer öffentlichen Diskussion in Frankreich. Emmanuel Macron legte als erster französischer Präsident, 60 Jahren nach dem Gewaltakt, einen Kranz für die Opfer nieder.

### Antiarabismus außerhalb Europas, Amerikas und Australiens
Von Rassismus sind Araber vor allem in Israel betroffen, daneben aber auch in Côte d’Ivoire und im Niger.

#### Israel
Unter religiösen Israelis ist die Araberfeindlichkeit sehr hoch. 70 % der religiösen Lehramtsstudenten stimmten in einer 1994 erhobenen Befragung gegen eine Gleichberechtigung von Arabern und Juden. Dies liegt zum Teil daran, dass sich die religiösen und kolonialen Interessen der Siedler überschneiden.
Im März 2012 zogen Hunderte Fans des Fußballclubs Beitar Jerusalem randalierend durch ein Einkaufszentrum. Dabei riefen sie „Tod den Arabern“, bespuckten arabische Frauen und attackierten arabische Ladenbesitzer. Der Vorfall wurde von Überwachungskameras aufgenommen – dennoch wurde kein Randalierer festgenommen. „Es hat niemand Anzeige erstattet“, begründete die israelische Polizei ihre Zurückhaltung.
2015 stellte das deutsch-jüdische Online-Magazin haGalil fest, man sehe in Israel

„[…] immer mehr araberfeindliche Schmierereien an den Hauswänden. Anti-zivilisatorische Begleiterscheinungen der Angst der Israelis sind araberfeindliche Parolen, Gerüchte Verleumdungen und an die Oberfläche geschwemmte Vorurteile. Im stillen gehegte Anschauungen über die Araber an sich werden nun offen dargelegt. Rassistische Abwertung von Arabern gilt an vielen Straßenecken, wo Israelis diskutieren inzwischen als Meinung. […] In Jerusalem gehen die rassistischen Kahanisten der rechtsextremen Lehava, mit antiislamistischen Beitar-Hooligans auf Arabersuche in Läden und Geschäften.“

Nach seiner Wiederwahl im März 2015 entschuldigte sich der israelische Ministerpräsident Benjamin Netanjahu auf Druck der USA hin für araberfeindliche Aussagen während des Wahlkampfs.

### Innermuslimischer Antiarabismus
Araberfeindliche Stereotype in den islamisierten Gebieten waren bereits im 7. Jahrhundert bekannt. Der Prozess der Nationalstaatsbildung ab dem 19. Jahrhundert in Ländern mit nicht-arabischer Bevölkerungsmehrheit oder Arabisch als Minderheitensprache, wie Albanien, Iran oder in der Türkei, ging oft mit einer selektiven Geschichtsschreibung einher. Die gleichzeitig betriebene Modernisierung wurde häufig als europäischer Import verstanden und war oft antiislamisch geprägt. Das Arabische, die Sprache des Propheten, des Korans und der Hadithe, die stets einen wesentlichen Aspekt innerhalb der islamischen Religion darstellte, wurde nun als Symbol von Rückständigkeit abgelehnt. 
Beispiele für die Selbstidentifikation mit der vorislamischen Zeit sind das imaginierte Türkentum, das zur Schaffung eines einheitlichen Staatsvolkes in der Republik Türkei beitragen sollte, sowie das Reich der Achämeniden, das aufgrund der fehlenden historischen Kontinuität besonders für nationalistische Projektionen genutzt wurde. Diese Selbstidentifikation diente auch der Legitimation der Pahlavi-Dynastie in Iran, die nach einem Putsch an die Macht gelangte, und führte in der offiziellen Staatsdoktrin zu einer Ablehnung des Islams sowie der arabischen Kultur. 
Zahlreiche Intellektuelle übernahmen die antiislamische Argumentation der Kolonialmächte, die zwischen Muslimen und Arabern nicht unterschieden und die Rückständigkeit sowohl mit dem Islam als auch mit der Herkunftsregion der Religion erklärten. Dabei griffen sie teilweise auf historische Vorurteile zurück. Andere Vorurteile, wie das Bild des arabischen Verräters in der Türkei, stammen aus den Erfahrungen des Ersten Weltkriegs.

#### Türkei
In der Türkei, einem der meistbesuchten Reiseziele der arabischen Bevölkerung, nehmen Rassismus und gewalttätige Übergriffe gegen Ausländer arabischer Herkunft zu.

#### Sansibar
In Sansibar beendete 1964 die Revolution von Sansibar die seit Jahrhunderten bestehende Herrschaft der arabischen Minderheit. Im Zuge der „sozialistischen Revolution“ wurden die arabischen „Kapitalisten“ enteignet. Ein ungewisser Teil der Araber wurde aufgrund seiner Ethnie von Nachkommen der schwarzafrikanischen Sklaven getötet.

#### Marokko
Die mit der Islamisierung einhergehende Arabisierung in Marokko transformierte das multi-ethnische Nordafrika nicht. Bedeutende islamische Dynastien, wie die Almohaden und Meriniden, waren Berber. Den aus dem Jemen stammenden Saadiern und besonders den aus Westarabien kommenden Alawiden gelang nach dem Zerfall des Reiches eine Einigung des Landes. Diese äußerte sich in der Selbstbehauptung gegenüber der portugiesischen, später osmanischen Expansion. Sie unterstützten 1844 den Widerstand von Abd el-Kader gegen die französische Kolonialmacht in Algerien, doch unterließen sie nach der vernichtenden Niederlage in der Schlacht am Jsly aus dynastischen Gründen weitere Unterstützung. Im Rifkrieg 1921–1926 führte Abd el-Krim im spanisch besetzten Teil Marokkos den Widerstand an. Nachdem die Erhebung auch das französische Protektorat betraf, hielt sich der entmachtete Sultan Mulai Yusuf bedeckt, nicht zuletzt, weil die proklamierte Rif-Republik die dynastische Herrschaft gefährdete.
Nach seiner Rückkehr aus dem Exil führte Sultan Mohammed V. eine Politik der Arabisierung durch, die antikolonialistische Motive verfolgte, jedoch vor allem die kaum oder gar nicht Arabisch sprechende Bevölkerung betraf. Unter der Beibehaltung französischer Institutionen sollte Arabisch als alleinige Amts- und Verkehrssprache etabliert werden, was die Berber von der staatlichen Kommunikation ausschloss. Während die französische Kolonialpolitik die Stammes- und Religionsidentität der Marokkaner durch eine ethnisierende Dichotomie von Arabern und Berbern untergrub, um das Land zu kontrollieren und europäische Siedler zu begünstigen, vertiefte die nationale Arabisierungspolitik diese koloniale Spaltung. 
Das koloniale Zerrbild von Arabern und Berbern wurde vielfach übernommen. In der Zeit der Arabisierungspolitik wurde beispielsweise die kolonialistische Unterscheidung zwischen den „zivilisierten“ Europäern und den „barbarischen“ Arabern und Berbern, wobei letztere zum Teil als „edle Wilde“ dargestellt wurden, weiterhin in der marokkanischen Geschichtsschreibung fortgeführt. Die arabische Zivilisation wurde der berberischen „Barbarei“ gegenübergestellt. Die Sakralität des in arabischer Schrift verfassten Korans diente als Vorwand für die nationale Arabisierung, mit dem Ziel, die ethnische und kulturelle Diversität Marokkos zu eliminieren. 
Gegenteilig dazu führte dies zu einer Re-Aktivierung der vorislamischen Geschichte, insbesondere unter nationalistischen Berbern, die eine selektive Betrachtung berberischer Dynastien begannen. Dabei wurde der Glaubenseifer der berberischen Almohaden als unübertroffen angesehen, was einen Kontrast zu anderen arabischen Dynastien Marokkos bildete. Das Ergebnis der Arabisierungspolitik war die Konstruktion von nationalen Identitäten für Araber und Berber, wobei Letztere zunehmend marginalisiert wurden. Diese Spaltung schuf eine Frontstellung, die erst seit dem Regierungsantritt Mohammed VI. und der Lockerung der strikten Arabisierungspolitik zu überwinden begann.

#### Algerien
Die Arabisierung Algeriens im 11. Jahrhundert ging mit einer Vertreibung der Kabylen in landwirtschaftlich weniger ertragreiche Gebiete einher, besonders in die Gebirgsregion. Die Verehrung der Ahnen, die besondere Stellung der Frau, Oralität und Subsistenzwirtschaft waren den kabylischen Gemeinschaften eigen. Im Mittelalter verwehrte die Berberdynastie der Ziyaniden mit einer geschickten Bündnispolitik den Einfluss Marokkos wie Tunesiens. Im 16. Jahrhundert prägten die Einwanderung der aus Spanien vertriebenen Morisken, die Eroberung algerischer Städte durch das spanische Imperium wie das Bündnis der Barbaresken mit den Osmanen die Geschichte Algeriens. Die Eroberung Algeriens 1830 stellte eine Zäsur dar, nicht zuletzt wegen der Zerschlagung der Stammeskulturen und eine in den nächsten Jahrzehnten verfolgte Kolonialpolitik. In dieser wurden Muslime in unwirtliche Gegenden im Süden vertrieben und Franzosen wie später Spanier und Belgier angesiedelt, um die Produktion im Mutterland zu steigern. Frankreich stiftete ähnlich wie in Syrien mit der assyrischen Kirche sowie im Libanon mit der imaginären Herkunft aus Phönizien auch in Algerien einen Mythos. Danach bilden die Berber ein geschlossenes Kollektiv.
Nach der Entkolonialisierung betrieb die FLN zwecks Nationenbildung eine strikte Arabisierungspolitik. Diese provozierte im Gegenzug antiarabische, teils antiislamische Berberbewegungen.

## Darstellung in der Kunst
Mehrere Spiel- und Dokumentarfilme behandeln das Thema Antiarabismus:
- Tage des Ruhms thematisiert die Lage arabischer Soldaten in der französischen Armee im Zweiten Weltkrieg.
- Ausnahmezustand nimmt quasiprophetisch im Jahr 1998 die Reaktionen der USA auf die Anschläge vom 11. September 2001 vorweg.
- Der Dokumentarfilm Reel Bad Arabs, der auf dem Buch Reel Bad Arabs basiert, widmet sich der Darstellung von Arabern in Hollywood-Filmen.
- Der italienische Film Africa Addio zeigt unter anderem Massaker an arabischstämmigen Einwohnern durch sansibarische Nationalisten.